# Eulalia Olejnik
Eulalia Olejnik (ur. ?) – polska lekkoatletka, sprinterka.

## Kariera
Mistrzyni Polski w sztafecie 4 × 100 metrów (1952), czas 51,4 był wówczas klubowym rekordem kraju. Olejnik była dwukrotną finalistką mistrzostw Polski w biegu na 200 metrów (1950 i 1952).
Absolwentka Wyższej Szkoły Wychowania Fizycznego we Wrocławiu (1954).

## Rekordy życiowe
- Bieg na 60 metrów – 7,9 (1951)[1]
- Bieg na 100 metrów – 12,9 (1953)[1]
- Bieg na 200 metrów – 26,8 (1952)[1]
- Bieg na 500 metrów – 1:22,8 (1952)[1]